# St. Joseph (Manfort)

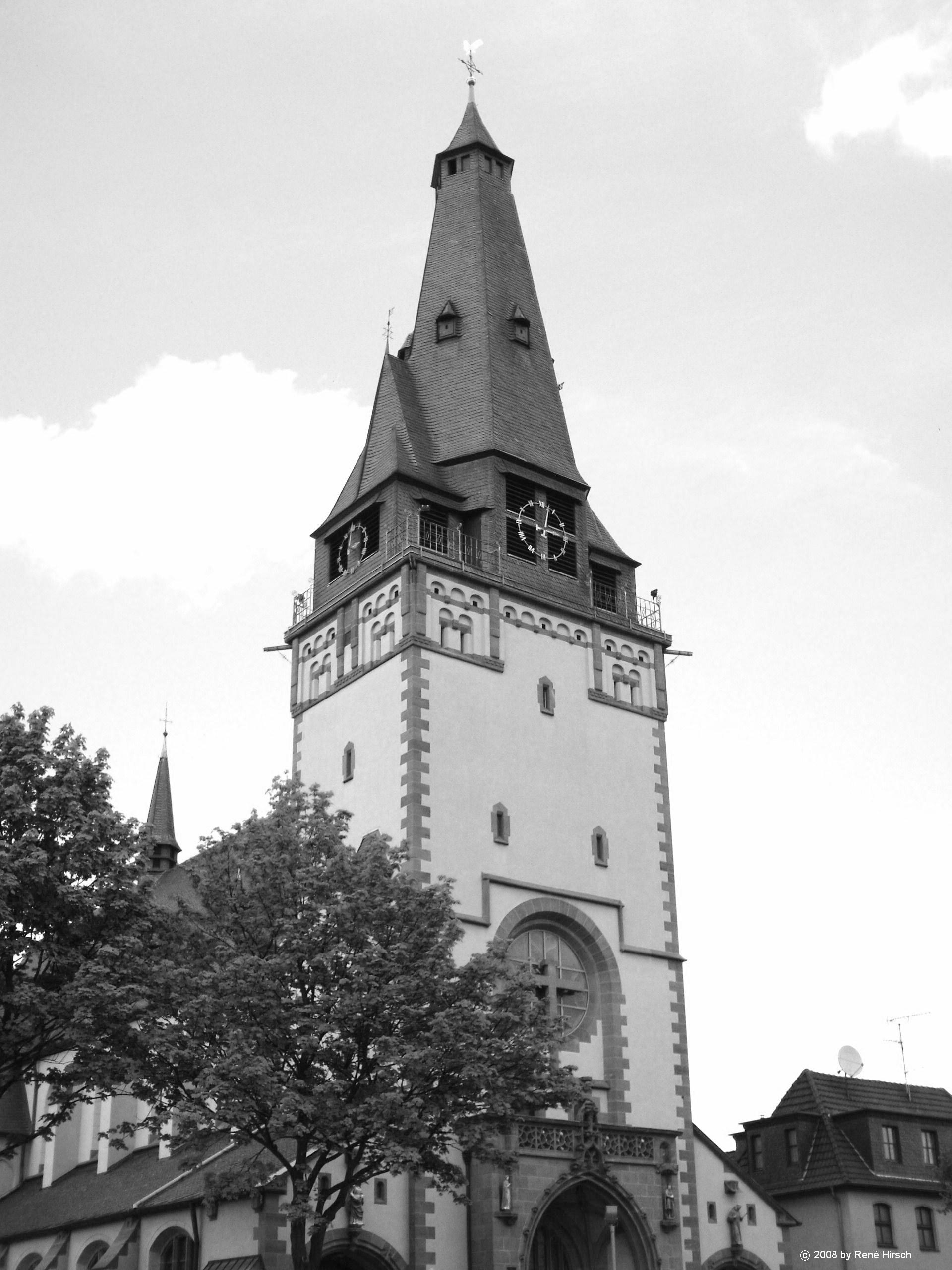
St. Joseph (Manfort)

Die Kirche St. Joseph ist ein katholisches Gotteshaus im Leverkusener Stadtteil Manfort. Sie ist Sitz der gleichnamigen Pfarrgemeinde im Seelsorgebereich Leverkusen Südost.

## Geschichte
Die dreischiffige Kirche aus verputztem Backsteinmauerwerk weist Werksteingliederungen auf. Das Querhaus sowie der Westturm mit verschiefertem Turmhelm und Laterne sind teilweise in neugotischen Formen gehalten. Die Kirche wurde am 21. Dezember 1913 eingeweiht.

## Ausstattung
Die Brüder Erwin und Helmut Plönes schufen das neugotische Fenster mit der Weihnachtsgeschichte über dem Hauptaltar.

## Glocken
Im Jahr der Kirchweihe 1913 lieferte die renommierte Glockengießerei Otto in Hemelingen zwei Bronzeglocken für die St.-Joseph-Kirche mit den Tönen dis' und fis'. Nur die kleine fis-Glocke existiert heute noch. Die größere dis-Glocke wurde im Krieg für Rüstungszwecke eingeschmolzen. Um neuerlichen Glockenbeschlagnahmen zu entgehen, schaffte die Gemeinde nach dem Zweiten Weltkrieg Stahlgussglocken vom Bochumer Verein an.
Übersicht
 
| Glocke | Gussjahr | Gießer          | Durchmesser | Masse   | Schlagton (HT-1/16) |
| ------ | -------- | --------------- | ----------- | ------- | ------------------- |
| 1      | 1953     | Bochumer Verein | 1600 mm     | 1535 kg | cis1 -5             |
| 2      | 1953     | Bochumer Verein | 1350 mm     | 0930 kg | e1 -5               |
| 3      | 1913     | Karl (I) Otto   | 1145 mm     | 1000 kg | fis1 -5             |
| 4      | 1953     | Bochumer Verein | 1045 mm     | 0434 kg | gis1 -6             |